# Malvaglia
Malvaglia és un municipi del cantó de Ticino (Suïssa), situat al districte de Blenio.